# District Galați
Galați is een Roemeens district (județ) in de historische regio
Moldavië, met als hoofdstad Galați (332.154 inwoners).
De gangbare afkorting voor het district is GL.

## Demografie
In het jaar 2002 had Galați 619.556 inwoners en een bevolkingsdichtheid van 139 inwoners per km².

### Bevolkingsgroepen
De Roemenen hebben een meerderheid van meer dan 98% van de inwoners.
De 3 grootste minderheden zijn de Roma's, Russen en Oekraïners.

## Geografie
Het district heeft een oppervlakte van 4466 km².

## Aangrenzende districten
- Tulcea in het zuidoosten
- Brǎila in het zuiden
- Vrancea in het westen
- Vaslui in het noorden
- Moldavië in het oosten

## Steden
- Galați
- Tecuci
- Târgu Bujor
- Berești